# Navour-sur-Grosne
Navour-sur-Grosne ist eine französische Gemeinde mit 658 Einwohnern (Stand: 1. Januar 2022) im Département Saône-et-Loire in der Region Bourgogne-Franche-Comté. Sie gehört zum Arrondissement Mâcon, zum Kanton La Chapelle-de-Guinchay und zum Kommunalverband Saint-Cyr Mère Boitier entre Charolais et Mâconnais.
Sie entstand als Commune nouvelle mit Wirkung vom 1. Januar 2019 durch die Zusammenlegung der bisher selbstständigen Gemeinden Brandon, Clermain und Montagny-sur-Grosne, die in der neuen Gemeinde den Status einer Commune déléguée haben. Der Verwaltungssitz befindet sich im Ort Clermain.

## Geografie
Navour-sur-Grosne liegt etwa 25 Kilometer westnordwestlich von Mâcon an der Grosne. Umgeben wird Navour-sur-Grosne von den Nachbargemeinden La Chapelle-du-Mont-de-France, Bergesserin und Mazille im Norden, Sainte-Cécile im Nordosten, Bourgvilain im Osten, Saint-Point im Südosten, Tramayes im Süden und Südosten, Saint-Léger-sous-la-Bussière im Süden, Trambly im Südwesten sowie Dompierre-les-Ormes im Westen.
Durch die Gemeinde führt die Route nationale 79.

## Gliederung
| Ortsteil                   | ehemaliger INSEE-Code | Fläche (km²) | Einwohnerzahl |
| -------------------------- | --------------------- | ------------ | ------------- |
| Brandon                    | 71055                 | 10,14        | 321           |
| Clermain (Verwaltungssitz) | 71134                 | 05,78        | 240           |
| Montagny-sur-Grosne        | 71304                 | 06,84        | 97            |

## Sehenswürdigkeiten

### Brandon
- Kirche Saint-Pancrace
- Schloss Esmyards, seit 2003 Monument historique

### Clermain
- Kirche Notre-Dame
- Schloss Montvaillant aus dem 19. Jahrhundert
- Herrenhaus Le Colombier

### Montagny-sur-Grosne
- Kirche Saint-Fiacre

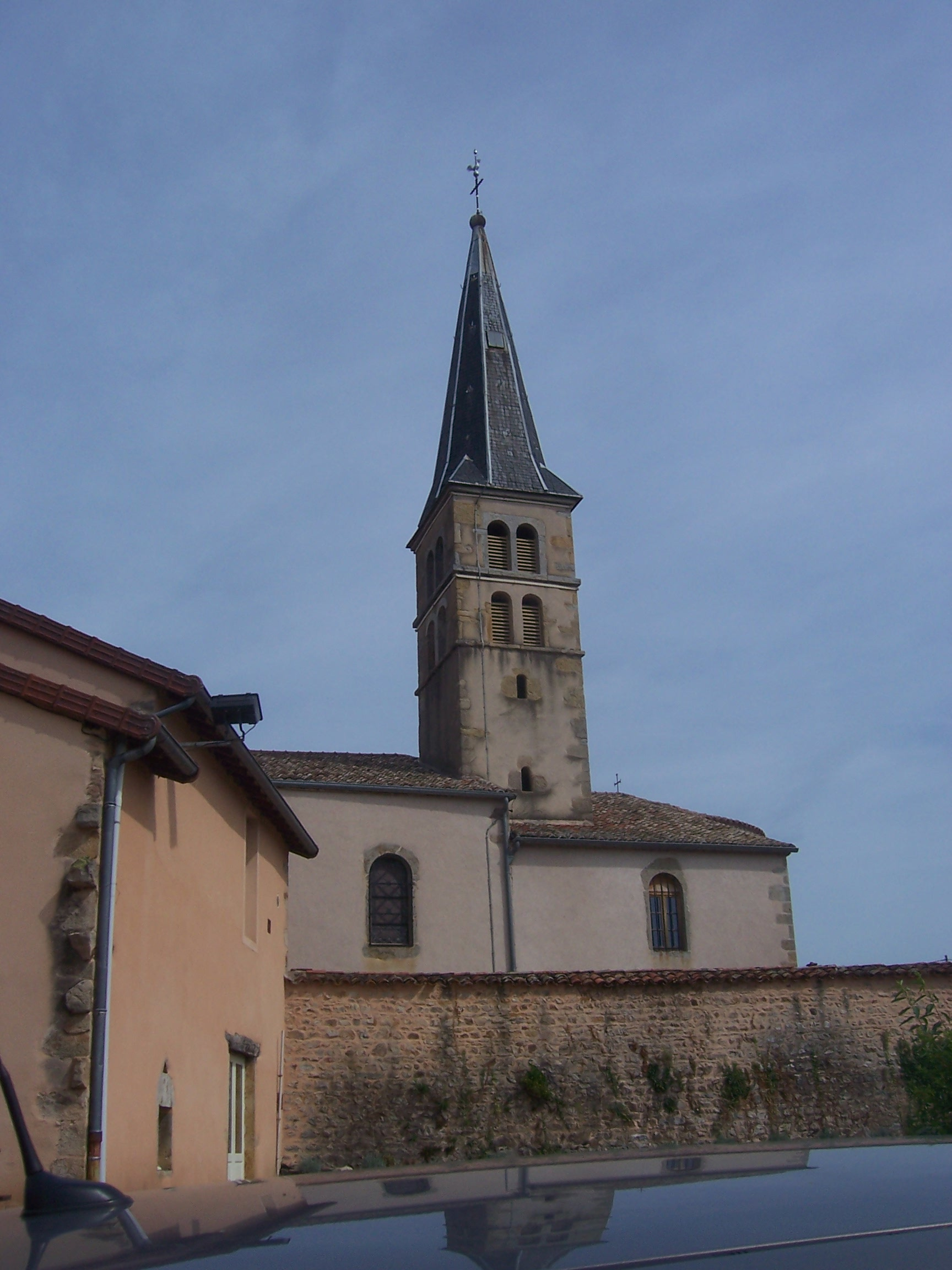
Kirche Saint-Pancrace
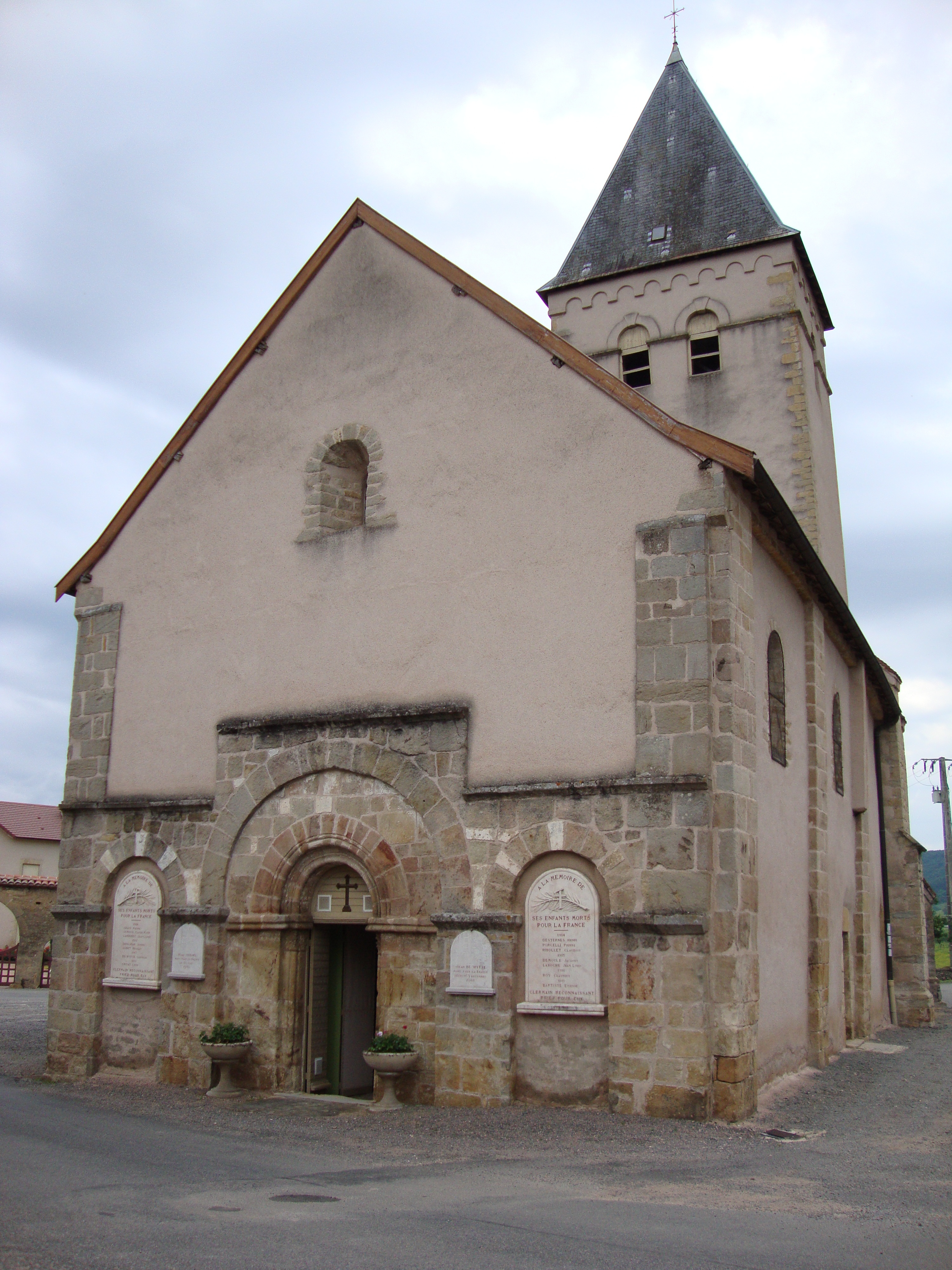
Kirche Notre-Dame
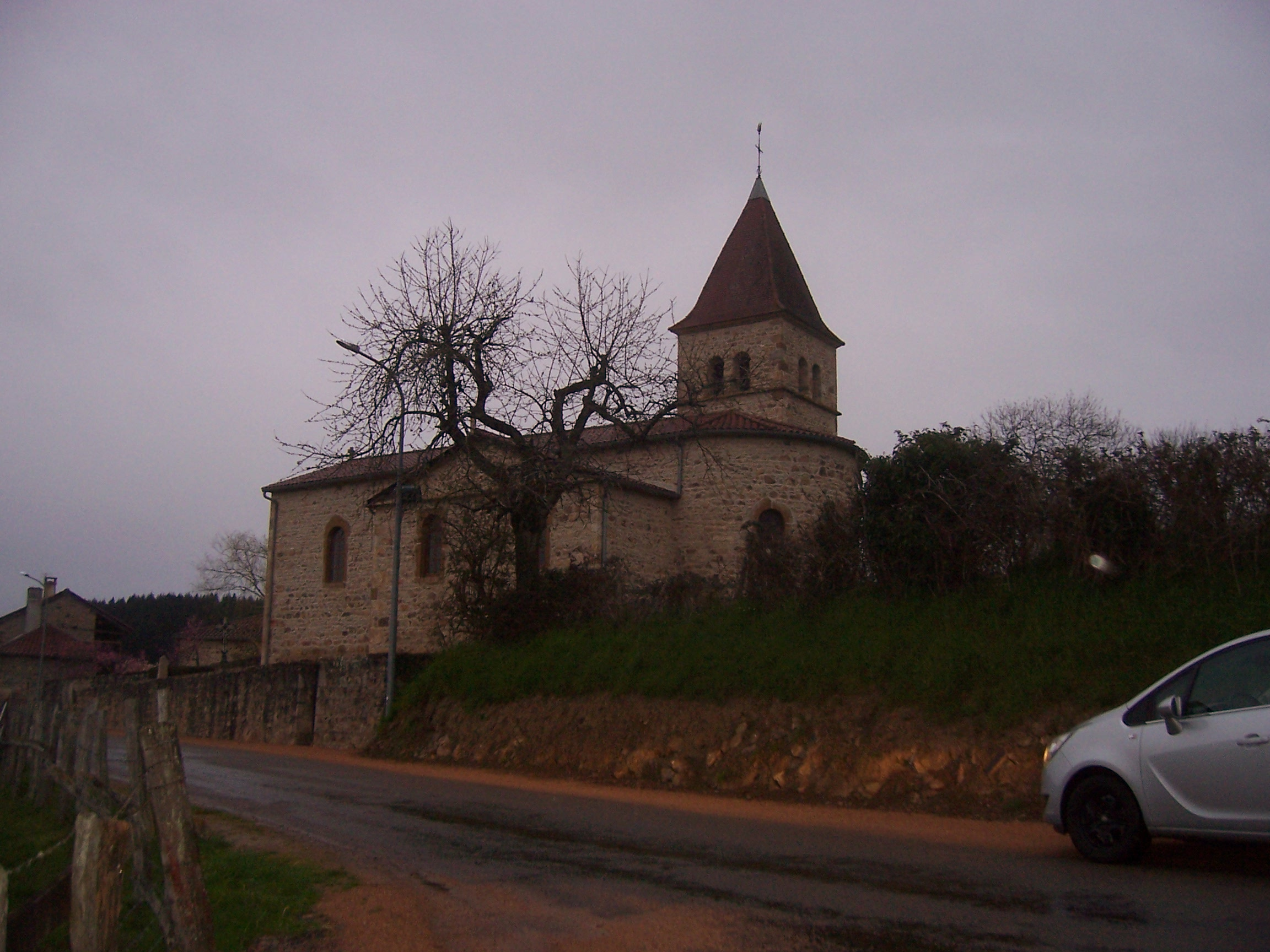
Kirche Saint-Fiacre